# Manuel Silvela y García de Aragón
Manuel Santos Silvela y García de Aragón (Valladolid, 31 de octubre de 1781-Batignolles-Monceau, 9 de mayo de 1832) fue un escritor, abogado y magistrado español.

## Biografía

### Infancia
A los seis años quedó huérfano de padre trasladándose a Ávila con su tío Jacinto García de Aragón para realizar allí sus primeros estudios. Regresó posteriormente a Valladolid donde terminó sus estudios de Jurisprudencia, Filosofía y Teología. En 1806 se graduó de bachillerato a claustro pleno obteniendo en todos sus ejercicios el "nemine discrepante" y el 4 de enero de 1808 obtuvo la Licenciatura en Leyes y Cánones.
Ingresó como Individuo y Secretario de la Sociedad Económica de Amigos del País contribuyendo desde allí al progreso de las escuelas de primeras letras y a varias mejoras en la agricultura y en la industria, de cuyas secciones fue presidente. Ocupó las cátedras de volumen y de código colaborando a su vez con los letrados José Morales Arnedo y José Díaz de Lavandero, conocidos abogados de la Chancillería de Valladolid.

### Alcalde de Casa y Corte
Ante la imposibilidad de ejercer la profesión de abogado en Valladolid por constituir requisito imprescindible la incorporación al Colegio de Abogados (cuyas plazas estaban reducidas a cuarenta) se trasladó a Madrid donde sus maestros y compañeros de universidad estaban desempeñando importantes cargos públicos.
Silvela llegó a la capital, con el objetivo de solucionar la limitación de plazas en el Colegio de Valladolid, coincidiendo con la invasión francesa y la instalación en el trono del rey José I. En tan grave situación, Silvela fue requerido como intermediario entre españoles y franceses por su perfecto conocimiento del idioma galo.
Con el fin de atenuar la violencia de la contienda, aceptó el nombramiento de magistrado, ocupando a los 27 años una plaza de Alcalde de Casa y Corte, desde la que trató de evitar el mayor número posible de víctimas:

"He sacrificado a mi patria toda mi sensibilidad. Pudiendo con ventaja permutar mi situación por otra, preferí mantenerme en la más contraria al temple de mi alma, y consentí que las ingratas ocupaciones de mi destino desgarrasen a todas horas mis entrañas, dividendo con mis compañeros el placer de sustraer al furor militar el mayor número posible de víctimas"

Esta determinación era conocida en Madrid y los procesados por delitos políticos trataban de que fuera Silvela quien instruyera y fallara sus causas.
Sin embargo, el hecho de haber aceptado un cargo durante el gobierno francés le valió el apelativo de "afrancesado"[cita requerida] y cuando el 13 de agosto de 1812 la Corte y las tropas de José I Bonaparte evacuaron Madrid y el nuevo gobierno dictó decretos contra los afrancesados y sus familias, Silvela decidió exiliarse a Burdeos para salvaguardar su integridad física y la de su mujer e hijos.

### Exilio
Cuando se disponía a partir al exilio, personas de gran notoriedad en el nuevo orden de cosas trataron de convencerle de que permaneciera en España asegurándole que, lejos de tener que temer, la templanza y justificación con que se había conducido serían recompensadas.
Por el contrario, la Gaceta de Madrid de 25 de agosto de 1812 publicó un artículo en el que se nombraba a Silvela: «... cuán doloroso debe sernos que la humanidad del incauto Juez Silvela estuviese confundida con la tiranía de los afrancesados...».
Comprendiendo que esta confusión podía implicar serios peligros para su familia, tomó la decisión de partir a Burdeos donde fijó desde entonces su residencia junto con su madre, mujer e hijos.
En la ciudad de Burdeos fundó el "Colegio Silvela", que se convirtió con el tiempo en un importante centro de educación para españoles y americanos.
Compartió exilio con sus grandes amigos Leandro Fernández de Moratín y Francisco de Goya. El primero le legó sus manuscritos, entre ellos el de Los orígenes del teatro español (que Silvela a su vez regaló al rey de España y que publicó en 1830 la Real Academia de la Historia) y el segundo dejó de él perenne recuerdo en célebres retratos, uno de los cuales se conserva en el Museo del Prado.
En 1827 se trasladó a París, donde fundó también un Liceo Español dedicado a la educación de más de cien alumnos procedentes de ambos hemisferios en idioma español. Silvela dirigía el colegio y, al mismo tiempo, regentaba las cátedras de historia antigua y moderna, legislación civil, penal y mercantil y filosofía. Asimismo redactó, modificó y completó muchos de los tratados y compendios que sirvieron de libros de texto para los alumnos. 
En 1828 fue admitido entre los Árcades de Roma con el dictado de "Logisto Cario".
El 9 de mayo de 1832, a consecuencia de una enfermedad pulmonar que contrajo en 1828, falleció en Batignolles-Monceau tras haber recibido los auxilios espirituales y después de haber bendecido a toda su familia.
Su hijo Francisco Agustín y sus nietos Manuel, Luis y Francisco Silvela, alcanzaron una notable importancia en la España del siglo XIX y primeros años del XX.

## Obras
- Biblioteca selecta de literatura española (1819)
- Correspondencia de un refugiado (1820)
- Tres memorias sobre la situación de España con relación al estado de Europa (1823)
- Historia antigua hasta los tiempos de Augusto (1830)
- El reconciliador
- El doctor don Simplicio de Utrera o la novia por oposición
- León de Norwel
- Compendio de Aritmética
- Compendio de la historia de España desde sus primeros pobladores hasta Carlos I
- Apuntes para la historia de Inglaterra
- Introducción a los estudios de ciencias sociales
- Tratado de legislación consular
- Legislación penal
- Ideología
- Teoría general de las lenguas con algunas aplicaciones particulares a la castellana y varias observaciones sobre la francesa
- Lógica
- Retórica"
- Poética
- Mitología
- Vida de Moratín
- Establecimiento de educación para españoles (1828)
- Una cuestión de Derecho
- Compendio de Historia Romana (1830)
- Obras póstumas (1845)